# Миодраг Лома
Миодраг Лома (Ваљево, 15. август 1957) српски је историчар књижевности, германиста, редовни професор Опште књижевности на Катедри за Општу књижевност и теорију књижевности Филолошког факултета Универзитета у Београду и дописни члан Српске академије наука и уметности.

## Биографија
Рођен је 15. августа 1957. године у Ваљеву, где је завршио основну школу и гимназију. На Филолошком факултету Универзитета у Београду дипломирао је Општу књижевност и теорију књижевности 1982, а Немачки језик и књижевност 1983. године. На истом факултету, 1989. године завршио је постдипломске студије одбраном магистарског рада на тему Проблем аутора у немачкој историји књижевности, а 2001. године је одбранио докторску дисертацију под насловом Слика Христа у Хелдерлиновом песништву.
Од 1985. године запослен је на Филолошком факултету Универзитета у Београду, најпре као асистент-приправник за Немачку књижевност на Одсеку за Германистику, а од 1986. године као асистент-приправник за Општу књиживеност на Одседку за Општу књижевност и теорију књижевности. Биран је 1991. године у звање асистена, доцента – 2001, ванредног – 2011. и редовног професора за Општу књижевност – 2016. године.
У Немачком књижевном архиву (Deutsches Literaturarchiv) у Марбаху је 1986. и 1990. године прикупљао грађу за свој магистарски, а потом и за свој докторски рад. Од 1996. до 2001. године сарађивао је на пројекту „Књижевнотеоријска мисао 20. века и проблеми проучавања српске књижевности” са темом „Српска национална књижевна историографија и књижевнотеоријска мисао 20. века”.
На основним студијама држи предавања из старе оријенталне, античке, ране средњовековне и књижевности европског прероматизма и романтизма. На дипломским и докторским студијама предаје методологију књижевне историографије. Објавио је пет монографија које се користе као литература на предметима које предаје на свим нивоима студија. Под Ломиним менторством или са његовим учешћем у Комисијама за преглед, оцену и одбрану, одбрањен је већи број дипломских (мастер-), магистарских и докторских радова.
Учествовао је по позиву на више домаћих и међународних научних скупова, са којих су у целини објављена његова излагања. Био је члан уредништва за израду монографије Филолошки факултет Универзитета у Београду (1960/2016), а од 2016. до 2020 – одговорни уредник у редакцији двојезичне едиције Ксенофилија Филолошког факултета. За то време је уредио четири монографије. Урадио је и објавио више стручних и научних превода са немачког језика.
За дописног члана САНУ изабран је 4. новембра 2021. године.

## Научни рад
Дошавши на Катедру за општу књижевности и теорију књижевности Филолошког факултета Универзитета у Београду, Миодраг Лома је од летњег семестра школске 1986/1987. године обновио континуирани рад са студентима ове Катедре на библијским текстовима, које је био у извесном дисконтинуитету од одласка у пензију 1976. године обновитеља дотичне Катедре, професора Војислава Ђурића. Тај студијски континутитет је одржао до данашњег дана, а резултат његових, већ три и по деценије дугих, наставних и научно-истраживачких напора на библистичком плану представљају његове две монографије, које се са филолошког становишта баве темељним питањима унутрашњег времена и простора Библије.

### Тумачење времена уБиблији
У својој монографији Тумачење времена у Библији, чији поднаслов наглашава да је посреди Библијска хронологија (2010) – Лома објашњава како и у којој мери схватање и рачунање времена у Светом писму јудеохришћанске традиције одступа од модерног разумевања и израчунавања временских размака. Он овде пре свега истражује аутономну библијску хронологију у односу према модерној историографској као хетерономној, наиме заснованој на изванбиблијским хронолошким подацима, како би показао својствен начин на који унутрашња библијска хронологија утемељује време библијских прича као парабола о повезаности повесног и натповесног света.
Лома најпре објашњава специфичност примене филолошке интерпретације на библијски начин истраживања. Дословност Библије као Божјег саопштења на људском језику, Лома сматра да није могуће свести само на њену људску димензију, као што то чини рационалистичко-хуманистичка критика, јер се при том губе божанска изражајна мерила те дословности, као и оно што је њима изражено надљудским величинама као божански велелепно и сасвим различито од људског. Лома анализира библијску праповест управо као полазиште Божјег хиперболичног израза, а закључно констатује да се читава Библија служи сасвим извесним хиперболичким стилом, сталним претеривањем, сталним превазилажењем мера које су уобичајене у људском искуству, како би људским језичким средствима изразила оно божански надљудско. Аутор хиперболички поступак види у зачетку сваке поетско-фантазијске модификације језика којом се осећајно превазилази обичан језик, а то пре свега метонимија, метафора и симбол, који тај језик преображавају у изражајно средство доживљаја оног сасвим другачијег од људског, оног божанског. Књижевни поредак хипербола, метонимија, метафора и симбола изражава једну паралелну духовну реалност у односу на ону објективно материјалну. А парабола, која се непрестано напоредо одвија на овим равнима – фигуративно, својом својственом формом континуирано и кохерентно организује ове тропе, те чини једну доследну причу о откривању божанског у људском свету. Утолико перманентна хиперболичност и параболичност песничког језика Библије гради њен узвишен, монументални стил, који је естетски функционалан, будући адекватан највећим, најважнијим и најузвишенихим, божанским темама које ова књига изражава. Аутор целину библијске повести тумачи као историју дијалога између Бога и човека, при чему њена божанска одређења постају њена својствена разлика у односу на сваку другу историјско-дијалошку нарацију, која је темељни књижевни облик Библије. Почев од разговора као зачетне форме, она у својој главној развојној линији представља повесни низ прича, а у пратећим развојним линијама – друге књижевне облике. Ова литерарна морфолошка различитост Библије потиче из различитих могућности књижевног преображавања разговора кроз разне видове препричавања или описивања.
Миодраг Лома одређује раздобља библијске повести као деонице једне континуиране и целовите историјске нарације о Божјим откровењским дијалозима са човеком. При том, древни оријентални књижевни жанр родослова му се показује као зачетни облик библијске повесне нарације, а почетне библијске приче – као приповедна проширења тих генеалогија. Њихов главни ток се претвара у окосницу свете историје од Адама, преко Ноја, Аврама и Давида до Исуса Христа. У родословима од Адама до Аврама и Исака, наводи се број година родоначелникове адолесценције, која се рачуна све до стицања мужевности рођењем првог сина. Ови бројчани подаци могу се сабирати углавном континуирано све до доба египатског ропства. Оно се да реконструисати на основу наведених збирних и непотпуних појединачних временских података из левитског свештеничког родослова. За време судија и јеврејских царева добијамо само податке о дужини трајања судијске и царске службе. Временске паралеле са историјом старог света – односно са хронологијама, пре свега египатском и асирском – могу се успоставити тек од почетка историје две посебне јеврејске државе, а то је почетком првог миленијума пре Христа. Тек од времена јеврејског одласка у вавилонско ропство, библијска хронологија се сасвим улива у хронологију старог света, што значи ондашњих глобалних сила (нововавилонске, персијске, грчко-македонске и римске), које политички или барем културно доминирају над подручјем некадашњих јеврејских држава. Тако се унутрашња библијска хронологија показује као једина континуирана нумеричка целина од почетка света до доласка његовог Спаситеља. Управо она представља предмет овог рада, и то како у свом континуитету, тако и у свом односу према истовременим спољашњим хронологијама.
Почетни родословни збирови адолесценција праотаца дају само унутрашње библијско време као време библијских прича које су генеалошки повезане. Прекомерна висина пунолетства и укупног животног века добија свој смисао првенствено у целини генеалошке нарације на коју се односи. Како су њена времена непосредно произишла из потенцијално бескрајног људског времена у Рају, тако су и она још увек унеколико рајска, додуше ограничена, али за наше појмове о људском свету – фантастично дуга. Утолико су она, по ауторовом суду, одраз праотачке праведности и симбол божанских вредности у људском свету. Како су временске деонице првих библијских генеалогија по манирау усмених генеалогија само округло, приближно одрешене, тако и њихови збирови представљају само један приближан број, који математички тачно није проверљив, будући божански мистичан. Повезивање ове најстарије, унутрашње билблијске хронологије са модерном научном историјском хронологијом старог света могуће је само као крајње приближно и са превасходним ослонцем на духовноисторијске и културноисторијске епохе, будући да се оне у најдубљој прошлости по својим битним одликама не мењају стотинама година. Десет хронолошких поглавља у овој књизи посвећена су различитим повесним разобљима: од праисторијских преко протоисторијских до историјских, закључно са временом Христовог јављања у доба јудејског владара Ирода и врховне римске власти.

### Библијска праисторија и Мојсијево Петокњижје
Друга Ломина библистичка монографија објављена је под насловом Библијска праисторија и Мојсијево Петокљижје (2016), према најобимнијем и тематски средишњем поглављу ове књиге. Лома се ту усресређује на разматрање односа библијске праисторије као уводног и битног сегмента Мојсијевог књижевног дела са његовом целином и показује смисао њихове узајамне повезаности као кључни за разумевање свих пет књига овог пророка у Светом писму. Сва претходна и потоња поглавља смисаоно су усмерена ка овом главном, било као обухватни уводи у њега, било као његове детаљно прецизиране допуне. Тако уводна филолошка и историјско-географска разматрања доприносе објективности и утемељености у реалност садашњих расправа и поглавља која се баве исцрпном књижевно-жанровском анализом, којом нам Лома показује како су текстови Петокњижја жанровски одређени. Пред читаоцем се отвара систематизација књижевних жанрова у којој нам аутор под слојем писане речи открива специфичан вид изговорене речи, филолошки превладавајући овај дуализам.
Аутор у првом поглављу своје књиге („Претходна питања”) разматра најопштије, темељне филолошке проблеме као што су онтолошки статус неког текста, приступ том тексту као једном идеалном, али самосвојном и само себи доследном постојању чврстог смисла који се фиксира превасходно језичко-уметничким средствима. Друга глава („Име Библија”) посвећена је испитивању сакралног и мистичког смисла имена Библија, Свето писмо, Стари и Нови завет, Закон и његовом значају за целовито књижевно значење овако именоване збирке текстова. Треће поглавље („Профетска атрибуција и груписање жанрова”) бави се традиционалним приписивањем библијских списа пророчком ауторству и груписањем у различите профетске жанрове у оквиру једног посебног литерарно-генеричког поретка, који је сасвим различит од нашег, укорењеног кроз наслеђе хеленско-римске поетске и реторске, поетичке и реторичке традиције.
Четврта глава („Библијска и светска књижевност”) излаже историју постепеног уласка Библије у светску књижевност захваљујући надовезивањеу новозаветних изворника – који су сви, осим једног, писани на ондашњем светском језику, којни, општегрчком хеленизма – на претходни септуагинтални превод јеврејске Библије, Старог завета на којну. Пето поглавље („Петокњижје као сакрална литерарна и ауторска целина”) тиче се проблема атрибуције целине Пентатеуха Мојсију као његовом аутору. Ово питање се овде решава библијски аргументованим приказом пророчки сакралног образовања Мојсијевог опуса и његове, такође сакралне, традиције.
Кроз шесту главу („Схватање времена у Библији”) посвећену библијском схватању времена, свестан његовог цикличног механизма, али не занемарујући ни линеарно начело његовог временског тока, аутор интердисциплинарном синтезом проширује своје закључке на културне одразе овог специфичног поимања времена. Оно је изложено као динамички митски дуализам рајског времена и ванрајског, историјског невремена. Седмо поглавље („Плодни полумесец”) из библијске перспективе показује историјску географију простора на коме се збивају догађаји Мојсијевих приповести – то је подручје такозваног Плодног полумесеца, који образују Месопотамија, Сиропалестина и Египат. Тако две суседне главе одређују специфичне библијске временско-просторне координате у које се постављају приче Петокњижја. Миодраг Лома упознаје нас са земљописном особеношћу једног древног простора, али и са звучном конкретношћу једног старог језика. Тако осмо поглавље („Историјско-фонетска транслитерација јеврејског писма”), које непосредно претходни главном поглављу у књизи – има задатак да нас уведе у језички свет Библије кроз разматрање питања гласовно адекватног преношења старојеврејских термина латиничним фонеткским знацима, који су коришћени за презентацију и етимологизацију јеврејских речи смисаоно кључних за тумачење односа Библијске праисторије и Мојсијевог Петокњижја.
Након обимне филолошке припреме, следе поглавља у којима се аутор бави средишњом темом ове студије. У деветом по реду („Библијска праисторија и Мојсијево Петокњижје”) Лома образлаже како Мојсијево Петокњижје функционише као једна литерарна целина. Херменеутички основ ове најважније главе у књизи представља схватање да је преко јединственог смисла Петокњижја доказиво Мојсијево ауторство, које му се и традиционално приписује. Руковођен том основном интерпретативном идејом, Лома превасходно показује како се узајамно смисаоно допуњују и тумаче текстови о библијској праисторији и законодавни и историсјки записи из Мојсијевог времена. Пророчка димензија ових списа истакнута је као осведочење њихове светости и оне њиховог аутора, мимо чије сакрализоване личности не можемо размети његово целовито књижевно дело.
Закључна поглвља у књизи надовезују се акрибичним херменеутичким анализама на средишње истраживање. У десетој глави Ломиног рада („Библијско тумачење постања света, човека и историје”) следи у три потпоглавља критичка анализа прве три библијске праисторијске приче: о постању космоса и живота у њему („Прича о постању земаљског света”), о постању човека и његово идеалног рајског станишта („Прича о постању човека и Раја”), о пореклу зла, греха и смрти („Прича о греху”). Студија се закључује једанаестом главом („Повезаност прича о Потопу и Васкрсењу Христовом Беседом на Гори”) која указује на типолошку везу праисторијске приче о Потопу са новозаветном причом о Васкрсењу, при чему посредују Исусови ставови изнети у његовој Беседи на Гори, у којој проповеда чистоту људског живота као предуслов за његово спасење кроз милост уласка у поново даровано рајско Царство Божје. Тиме се успоставља интерпретативна веза између удаљених деоница Библије и парадинамички показује како литерарно фунцкионише библијска целина.

### Слика Христа у Хелдерлиновом песништву
Од почетка свог рада на Филолошком факултету, Миодраг Лома се бавио Гетеовим добом, које је својим књижевним и теоријским достигнућима далеко превазишло значај једне епохе у развоју националне литературе, те је засновало мерила светске књижевности и њене историје. Главни резултат овог, како германистичког, тако и компаративистичког интересовања представља Ломина докторска дисертација, објављена 2003. године под насловом Слика Христа у Хелдерлиновом песништву. Ова монографија се ослања на ауторове библистичке студије, тако што Хелдерлинове поетске слике тумачи њима одговарајућим библијским, које и саме на песнички начин изражавају религијске доживљаје. Таквој поетској херменеутици Лома је посветио други део своје монографије, где испитује поетску конструктивност библијске грађе у оригиналним песничким сликама Хелдерлинових христолошких химни, у којима је уједињена укупна религиозна повест старог хеленског и новог европског света. Први део ове књиге је посвећен историји истраживања дотичних песама од покушаја њиховог првог колико-толико заједничког објављивања крајем 19. века до шездесетих година 20. века, када јењава дискусија о њима, а која се распламсала након проналаска последње верзије једне од њих, Празника Мира, средином педесетих година прошлог века. Лома у историјском делу свог рада приказује преко педесет ауторски различитих критичких приступа Хелдерлиновим песмама, који су дати не само кроз појединачне чланке или њихове низове, него неретко и кроз читаве обимне монографије. При том, неки од разматраних аутора представљају најзначајније представнике оновремене књижевнокритичке и филозофске мисли, а други, свакако, репрезентативне примениоце тадашњих водећих метода у тумачењу књижевних дела. Како аутор сваког од њих доводи у везу са општим књижевнонаучним струјама њиховог времена и указује код сваког понаособ на темељна начела његове критике, ова обимна историјска студија показује се као исцрпна и прецизна историја европске књижевнокритичке праксе од деведесетих година 19, па до шездесетих година 20. века, а на јединственом примеру Хелдерлинових хришћански интонираних песама. Посредством конкретних критичких примера, Лома указује на духовноисторијске везе поменутих поступака тумачења, те на унутрашњу духовну динамику времена у којима они настају и обзнањују се. Дакле, како је основни предмет дотичних Хелдерлинових песама – хришћанство, тако и Ломин историјски приказ њихових критичких рецепција прелази у духовну историју тих рецептивних раздобља, у којој он открива и приказује идејна полазишта одређених методолошких оријентација управо у модерном односу према хришћанству. На тај начин, Лома долази до узгредног, али и потенцијално научно значајног производа свог рада. То је једна кратка немачка, али и европска духовна историја датог раздобља, првенствено проверена са свог религиозног аспекта. Лома закључује да христолошка расправа поводом Празника Мира, иако су у њој учествовали најзначајнији мислиоци тог времена, није дала никакве коначне закључке, али да је она ипак показала да ограниченост домета главних савремених књижевнокритичких приступа потиче од ограничења њихових идеолошких полазишта. Отуда потреба да се Хелдерлиновој христолошкој иконографији приђе са њима адекватног идеолошког становишта, а то је искључиво оно античког, библијског хришћанства. Управо то је ауторово ново херменеутичко полазиште.
Други предметни део књиге је херменеутички и посвећен је „Тумачењу Хелдерлинових христолошких химни”. Оно је изведено по поступцима који су преходно наведени у методолошком уводу, па затим проверени у историји књижевнокритичке рецепције. Ломин естетички формализам тежи да библијски засновану Хелдерлинову христолошку иконографију реконструктивно и дескриптивно прикаже у песничким сликама на основу свих естетски функционалних фрагмената, које су нудиле различите верзије Хелдерлинових химни Христу. Други, херменеутички део рада је непрестано методски дихотоман. Наиме, Хелдерлинове поетске иконе су превасходно реконструисане из самог текста различитих верзија његових христолошких химни, али је стално провераван библијски контекст за сваки тако добијен иконописни детаљ, чиме су оне показивале своју сакралну и литургичку финкцију и форму.
Миодраг Лома је у уводу овој својој књизи, који је насловио: „Методолошки предуслови за истраживање Хелдерлинове христолошке иконографије”, приказао органон основних филолошких поступака који су адекватни предмету и циљу његовог рада. Аутор прву комплементарну комбинацију метода налази у интеракцији књижевноисторијског позитивизма, његове био-библиографске фактографије, са њеном духовноисторијском интерпретацијом. Ово повезивање поступака он затим жели да допуни егзистенцијалном анализом генија, која има задатак да покаже како песнички геније као харизма сходно себи модификује духовноисторијске утицаје. Тек са тог херменеутичког полазишта, сматра Миодраг Лома, могуће је започети тумачење Хелдерлинове поетско, профестски визионарске, хирстолошке иконографије, у њеној фундаменталној христоцентричности и фантазијској мултиперспективности кроз различите верзије сваке од тих Хелдерлинових химни посвећених Христу (Празник Мира, Једини, Патмос). Филолошку анализу ове сложене поетске иконографије аутор развија у мултиперспективни поступак читања палимпсеста, који својим рукописним верзијама сведочи о томе како се једна језичко-уметничка творевина развија до својих крајњих органских димензија у различита времена, на различитим плановима и кроз њима иманентне перспективе. Ломи је најважнија виделачка, имагинативна перспектива песништва, која у надахнућу продире до заиста метафизичких духовних представа, до оностраних митских визија. Тако се митологија открива као метафизички извор фантастичних представа, а индивидуална поетска фантазија која је сагледава и особено репродукује – као генијална митопоетичка делатност духа. Простор и време ове маште одликује се истовременошћу свих временских перспектива и, сходно томе, узајамним прожимањем свих просторних перспектива. На основу тога аутор долази до за њега кључног закључка књижевне естетике, односно филолошке естетичке критике – да истовременост, те узајамно преклапање и прожимање фантазијских слика непрестано имамо у виду када читамо, преживљавамо, наново доживљавамо, схватамо, те тим репродукованим и схваћеним, свесно обухаћеним, освешћеним естетским доживљајем, тумачимо и вреднујемо неко песничко дело у његовој уметничкој реализацији. Сходно оваквој естетској функционалности песничке маште, Ломин метод читања палимпсеста наводи читаоца да пође од песнички најцеловитије, те естетски најуочљивије и најочигледније верзије, да би у њеном контексту тумачио претходне и потоње уметничке интервенције, које су на својствен начин прекривене најцеловитијим текстом. У складу са ауторовим инсистирањем на целовитости филолошког захвата, овакав читалачки приступ претпоставља као свој претходни филолошки корак синоптички поступак едиције различитих верзија једног књижевног дела. Како је читање оваквог синопсиса комплементарно органском читању палимпсеста, тако је и овакво читање слично типолошком поступку библијске егзегезе, који такође полази од напоредних текстова јеванђеља, па синоптички третира све библијске текстове. Наиме, и читање палимпсеста посматра типове-ликове-представе у унутрашњем синоптичком и синхронијском контексту као нанете једне преко других ради узајамне артикулације. Наспрам овом унутрашњем интерпретативном контексту, који чини један целовито уметнички организован текст, како за своје појединачне текстуалне делове, тако и за своје генеричке верзије – по ауторовом увиду – најнепосреднији спољашњи контекст за Хелдерлинову христолошку иконографију је велико језичко, ликовно и духовно богатство Библије. До њега можемо доспети наведеним типолошким поступком библијског тумачења, трагајући за што маркантнијим типским сагласностима, што најчешће само од себе захтева интерпретативну допуну, како дословним, тако и духовним библијским сагласностима. Тако се Ломино тумачење Хелдерлинових химничких верзија Христа на филолошки традиционалан начин непрестано ослања на библијску егзегезу. Овако сложен филолошки поступак има крајњи циљ да покаже темељну важност три истраживане христолошке химне, како у Хелдерлиновом опусу, тако и у општем идејно-естетском контексту.

### Научни текстови
Сличан поступак, Миодраг Лома применио је и у свом научном чланку под насловом „Архаична подлога и процеси христијанизације у усменим облицима српског јуначког десетерачког песништва” (2010), који представља типолошко истраживање односа између библијских поетских слика и оних у српској усменој традицији, а посебно у десетерачкој епској поезији. Оно открива формално уједињавање прехришћанске, заједничке словенске и протоиндоевропске равни са оном хришћанском.
Миодраг Лома се у својим научним радовима посебно бави питањима књижевне методологије, а пре свега онима историје књижевне историографије. У то подручје интересовања спада и монографија под насловом Песник и књижевна историја (1994), која представља историју најзначајнијих метода примењиваних у немачкој националној књижевној историографији од њених почетака у првој половини 19. века до осамдесетих година 20. века. Монографија насловљена Rezeption der Hölderlin'schen Dichtung in der deutschen Literaturgeschichtsschreibung (Рецепција Хелдерлиновог песништва у немачкој књижевној историографији) (2012) приказ је сажет из претходне монографије, а тиче се посебно књижевно-историографског третмана Хелдерлиновог песништва у немачким историјама националне књижевности, којим је заснована двојезична едиција Ксенофилија Филолошког факултета Универзитета у Београду.
У низу појединачних чланака, Лома се такође занима и за историју српске националне књижевне историографије. У њима расправља о књижевно-историографским доменима Ђорђа Ђорђевића, Јована Скерлића и Павла Поповића.
Миодраг Лома се у више својих научних радова позабавио питањем заснивања канона светске књижевности, као и уласка у њега српске народне књижевности, те његовог третирања у настави историје опште књижевности на Лицеју, Великој школи, Филозофском и Филолошком факултету у Београду. У првом реду ту спада занимање за Гетеово схватање и једног и другог феномена, а затим за погледе Фридриха Шлегела који се тичу узајамне повезаности старе и нове европске књижевности, као и за савремено поимање светске књижевности код Ервина Латса или пак Бајснерово увиђање генеричких континуитета, које од антике наслеђује немачка елегија.
У више чланака Лома преиспитује модерно заснивање филологије код Хердера и Аугуста Бека. Истим поступком анализира и филолошка истраживања Анице Савић-Ребац, Николе Милошевића, Драгана Стојановића, Јована Делића и Александра Илића.
Такође се у својим засебним научним радовима бавио и делима значајних писаца светске (Рабле, Достојевски), као и страних националних књижевности (Теодор Шторм). Нарочито се занимао за знамените српске књижевне ствараоце 19. и 20. века, увек у тежњи да их сагледа и одреди им место у опшрим историјским токовима и посебним струјама светске књижевности, па да у тако успостављеним оквирима оцени вредности и значај његовог положаја. Такође га је интересовала и рецепција њихових дела код најзначајнијих представника српске науке о књижевности у 20. веку, какви су Аница Савић-Ребац или Никола Милошевић, сучељавајући увек оригинални обликотворни и смисаотворни поредак реципијената, а ову са њима актуелним моделима промишљања књижевности.

### Преводилачка делатност
Миодраг Лома је начинио и више стручних и научних превода са немачког на српски језик, о чему сведочи и посебан библиографски списак. Посреди је како уметничка проза, тако и поезија, али и научни филолошки радови. Посебно се издвајају Ломини критички преводи Хелдерлинових христолошких химни, који користе комплетну текстолошку критичку апаратуру за напоредни приказ свих сачуваних верзија песме у њеном преводу.

## Одабрана дела
- Методолошки приступ Ђорђа Ђорђевића, делу Симе Милутиновића Сарајлије, 1993.[3]
- Песник и књижевна историја: проблем приказивања песника у историјама немачке књижевности, 1994.[4]
- Пролегомена за једну поетску гносеологију, естетику и критику, 2001.[5]
- Тумачење прве тријаде строфа у Хелдерлиновом Празнику мира, 2002.[6]
- Слика Христа у Хелдерлиновом песништву, 2003.'
- Чудан живот: песме, 2004.[7]
- Књижевнокритички поступак Драгана Стојановића и Гетеов Фауст, 2010.[8]
- Тумачење времена у Библији: библијска хронологија, 2010.[9]
- Рецепција Хелдерлиновог песништва у немачкој књижевној историографији, 2012.[10]
- Хердерово схватање порекла језика и заснивање филологије, 2013.[11]
- Библијска праисторија и Мојсијево Петокњижје, 2016.[12]
- Скерлићева периодизација историје нове српске књижевности, 2019.[13]